# ويليام مارتن ( ضابط في القوات البحرية الملكية البريطانية)

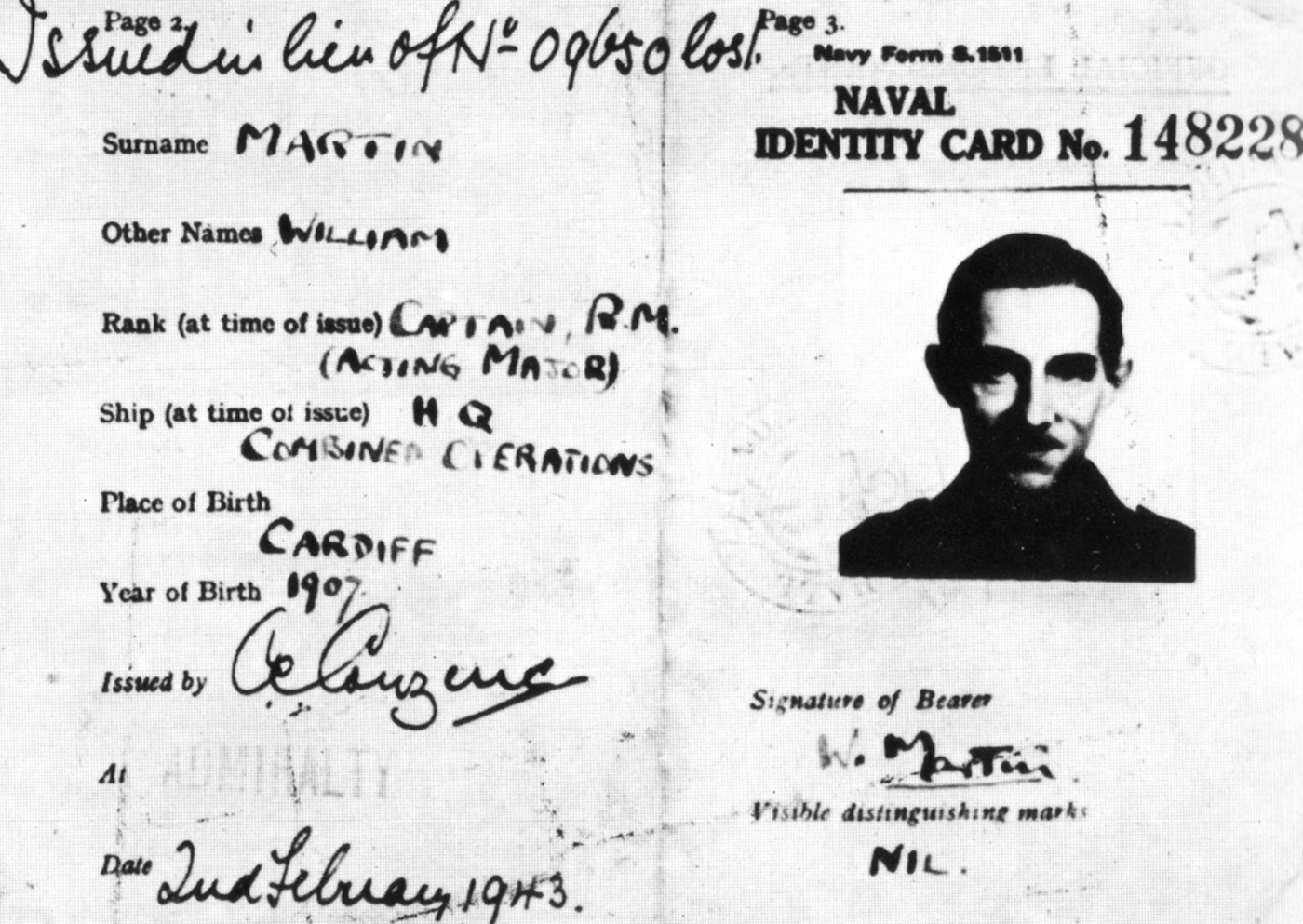
بطاقة هوية الرائد ويليام مارتن ، مشاة البحرية الملكية

ويليام مارتن تعد شخصية الرائد ويليام مارتن شخصية خيالية اخترعتها المخابرات البريطانية لتنفيذ ما سُميت بـعملية اللحم المفروم وتسمى أيضاً بعملية الرجل الذي ليس له وجود، وهي عملية استهدفت تضليل المخابرات الألمانية خلال الحرب العالمية الثانية وجعلهم يظنون أن الحلفاء سيغزون اليونان، في حين أن الهدف الحقيقي لقوات الحلفاء كان غزو صقلية. وقد اُستحدثت تفاصيل شخصية ويليام مارتن لتضفي المصداقية على الخدعة. وهي أنه تم إحضار جثة تم إلباسها زي ضابط بريطاني حاملاً وثائق سرية ثم رُميت الجثة في البحر لجعلها تنجرف إلى شواطئ إسبانيا كما لو كان ضحية لاصطدام جوي. وكان الهدف وراء ذلك هو جعل تلكم الوثائق المزيفة التي تفصح عن نية الحلفاء غزو اليونان تقع في أيدي المخابرات الألمانية.
في حين أنه تم التستر على الهوية الحقيقية لصاحب الجثة أثناء وبعد الحرب، وقد كانت مصدراً للعديد من الشكوك والتكهنات. ولكن تم التعرف على صاحب الجثة وذلك عام 1996، إذ اتضح أنه مشرد ويلزي واعترفت به هيئة الكومنولث لمقابر الحرب.

## عملية اللحم المفروم
كان الهدف المرجو وراء عملية اللحم المفروم هو السماح لمخابرات الألمانية بالحصول على الوثائق السرية لتضليلهم بأن الحلفاء سيغزون اليونان بينما الواقع أنهم سيغزون صقلية. ومن أجل إقناعهم بصحة تلك الوثائق، قُرر أن توضع في جثة في البحر، والتي ستحمل أيضًا وثائق وأغراض شخصية تثبت هويته. كان العثور على جثة مناسبة أمرًا في غاية الصعوبة، إذ أن البحث العشوائي عن طريق السؤال قد يثير بعض الشكوك، وكان من المستحيل إخبار أقرباء الجثة بما بالسبب وراء استخدامها. وبعد أن اُختيرت الجثة المناسبة، بُذلت جهود كبيرة لإنشاء شخصية مارتن مثل وضع بطاقة الهوية وأقراص ورسائل الشخصية وصورة لخطيبته المزعومة. إضافة إلى ميدالية القديس كريستوفر وبعض الفواتير وتذاكر المسرح.
وفي 30 أبريل 1943، قرأ قبطان الغواصة إتش إم إس سيراف الملازم نورمان جيويل المزمور التاسع والثلاثين من سفر المزامير، ثم أُنزلن جثة مارتن بهدوء في البحر. حيث حرك المد الجثة بمساعدة مراوح الغواصة إلى أن وصلت الشاطئ قبالة بلدة ولبة على السواحل الاسبانية.
أُرفقت حقيبة بجثة مارتن تحتوي على وثائق سرية مزورة من قبل المخابرات البريطانية. وكان الغرض منها جعل عملاء المخابرات الألمانية في ولبة يظنون أن مارتن كان ذاهباً لتسليم تلك الوثائق إلى جنرال بريطاني. وقد تم صياغة الوثائق لخداع الألمان ودفعهم إلى التفكير في أن البريطانيين كانوا يستعدون لغزو اليونان وسردينيا، بدلاً من صقلية.
اُكتشفت جثة مارتن من قبل صياد، وكما كان مخططاً، وقعت الوثائق المزورة في أيدي المخابرات الألمانية. مما يشير إلى أن نجاح العملية. إذ تم اجتياح صقلية بسهولة وسرعة أكبر من المتوقع..

## الهوية الحقيقية

### رواية إوين مونتاجو
واجه الضابط المسؤول عن عملية اللحم المفروم إوين مونتاجو صعوبة بالغة في مهمة العثور على جثة لإضفاء مصداقية لشخصية ويليام مارتن. ولكن ساعده السيد بينتلي بيرشيس والذي يشغل منصب قاضي التحقيق في مقاطعة سانت بانكراس.وتوجد العديد من الروايات حول هذه القضية. وقد ذكر مونتاجو في كتابه المعنون «الرجل الذي لم يوجد» والذي اصدره بتاريخ 1953 بأنه في عام 1942 لم يكن هناك نقص في الجثث، ولكن لا نعلم أي جثة نأخذ ولكن عُثرعلى جثة شاب مات بسبب التهاب رئوي، قد أُعطي الإذن باستعمال الجثة  وسُمح لنا بأخذها شريطة عدم الكشف عن هوية الرجل الحقيقية.
ولكن يذكر المؤرخ بن ماكنتاير أن والدي القتيل توفيا ولم يتم العثور على أقارب معروفين. كما أنكرت آنا بوكاس إن ادعاءات مونتاجو بأن الرجل مات بسبب التهاب رئوي وأنه تم الاتصال بالعائلة والحصول على إذن.

### غليندور مايكل
وذكر مونتاجو في كتابه أنه سُمح لهم بأخذ الجثة شريطة عدم الكشف عن هوية الرجل. ولكن كشف مؤرخ هاوٍ من لندن يُدعى روجر مورغان عام 1966عن أدلة في مكتب السجلات العامة على أن هوية الجثة كانت لرجل ويلزي يُدعى جليندور مايكل.
وُلِد مايكل في مدينة Aberbargoed في مقاطعة Monmouthshire جنوب ويلز. وقد عمل بدوام جزئي كبستاني وعامل قبل أن يغادرها ويُذكر أن والده توماس قتل نفسه حينما كان مايكل يبلغ من العمر 15 عامًا، أما والدته فقد توفيت حينما كان عمره 31 عامًا. ولإنه كان بلا مأوى وبلا أصدقاء ومكتئباً وبمفلساً فقد التجأ مايكل إلى لندن حيث كان يعيش في الشوارع.
عُثر على مايكل في مستودع مهجور بالقرب من حي King's Cross وكان مريضاً بسبب تناوله سم الفئران الذي يحتوي على مادة الفوسفور. وتوفي بعدها بيومين عمر يناهز 34 عامًا في مستشفى القس بانكراس. وقد يكون موته انتحارًا، وعلى الرغم من أنه قد يكون ببساطة جائعًا، لأن السم الذي تناوله كان عبارة عن عجينة ملطخة بقشور الخبز لجذب الفئران.
وبعد تناوله تفاعل الفوسفيد مع حمض الهيدروكلوريك في المعدة وينتج غاز الفوسفين وهو غاز شديد السمية. وأوضح بيرشيس أن الجرعة لم تكن كافية لقتله تمامًا، لكنها تسببت بإعاقة عمل الكبد مما تسبب في موته.
وعندما تحصل بيرشيس على جثة مايكل، اُنفق على أنها مناسبة لرجلٍ طافٍ على الشاطئ بعد عدة أيام من وفاته بسبب انخفاض حرارة الجسم والغرق.

### جون ميلفيل
وبدأت تحوم الشكوك بعد أن مُنح مايكل هوية الرائد مارتن، إذ بدا من الغريب أن يخاطر عميل مثل يركز على التفاصيل مثل مونتاجو بنجاح عملية مستخدماً فيها جسد رجل غير لائق بدنياً وعكس المتوقع من ضابط بحرية ولا يموت بالطريقة المقترحة. وقد ذكر مونتاجو في كتابه  أنه كان يخشى أن يضطروا إلى سرقة جثة -كما فعلا بورك وهير- قبيل العثور على جثة شاب مات بسبب الالتهاب الرئوي وقد أُذِن له باستخدام الجسد.
ومن هذا المنطلق ألغى مونتاجو ضرورية امتلاك الجسد للياقة البدنية. ولكن الاختلاف في سبب الوفاة وقال في كتابه: "إذا شُرحت الجثة وكان لدى من شرحها فكرة مسبقة مفادها أن سبب الوفاة قد يكون الغرق، فإن هناك احتمال ألّا يفرق بين سائل الفوسفور الموجود في الجثة ومياه البحر.
وفي عام 2004 اقترح جون ونورين ستيل أن مونتاجو عالج الاعتراضات التي واجهها عن طريق استخدام جثة جندي حقيقي، مشيراً إلى الحادث العرضي لسفينة إتش إم إس <i id="mwZg">داشر</i> في كلايد في مارس 1943، والتي فُقد 349 فرداً من طاقمها. إذ جادلا بأن شخص كهذا سيمتلك لياقة عسكرية، وتوفي في حادث بحري واللتان لا تنطبقا على مايكل؛ كما أنه لن تكون هناك صعوبة تذكر في الحصول على أوراق الهوية الشخصية للجثة، كما أن الجثة لن تكون متعفنة بعكس التي حُفظت بالثلج لثلاث أشهر.
وقد كانت الغواصة المخصصة للبعثة هي HMS <i id="mwaw">Seraph</i>، والتي غادرت ميناء كلايد في تاريخ 19 مايو 1943. وقبيل انطلاق المهمة، ذكر مونتاجو أن الاضطرار إلى القيادة من لندن مع الجثة بينما كان المصدر الإسكتلندي للجسم من شأنه أن يجعل هذه المهمة أسهل.
وقد سمى الأخوان ستيلز صاحب الجثة بـجون ميلفيل؛ وتقديرا له، أُقيمت مراسم تأبين على سفينة دورية داشر عام 2004، حيث كانت ابنة جون ميلفيل حاضرة. ومع ذلك، قالت البحرية الملكية في وقت لاحق إنه كان هناك خطأ وأن الطاقم قد تلقى معلومات خاطئة قبل العملية.

## = توم مارتن
في عام 2003 نُشر تحقيق آخر في قضية داشر من قبل كولين جريبونز، مستخلصًا استنتاجات مماثلة لتلك التي توصلا إليها الأخوان ستيلز. محدداً الجثة المستخدمة في عملية اللحم المفروم على أنها جثة شخص آخر وهو بحار قتل في حادثة داشر يسمى توم مارتن، 

## إحياء الذكرى

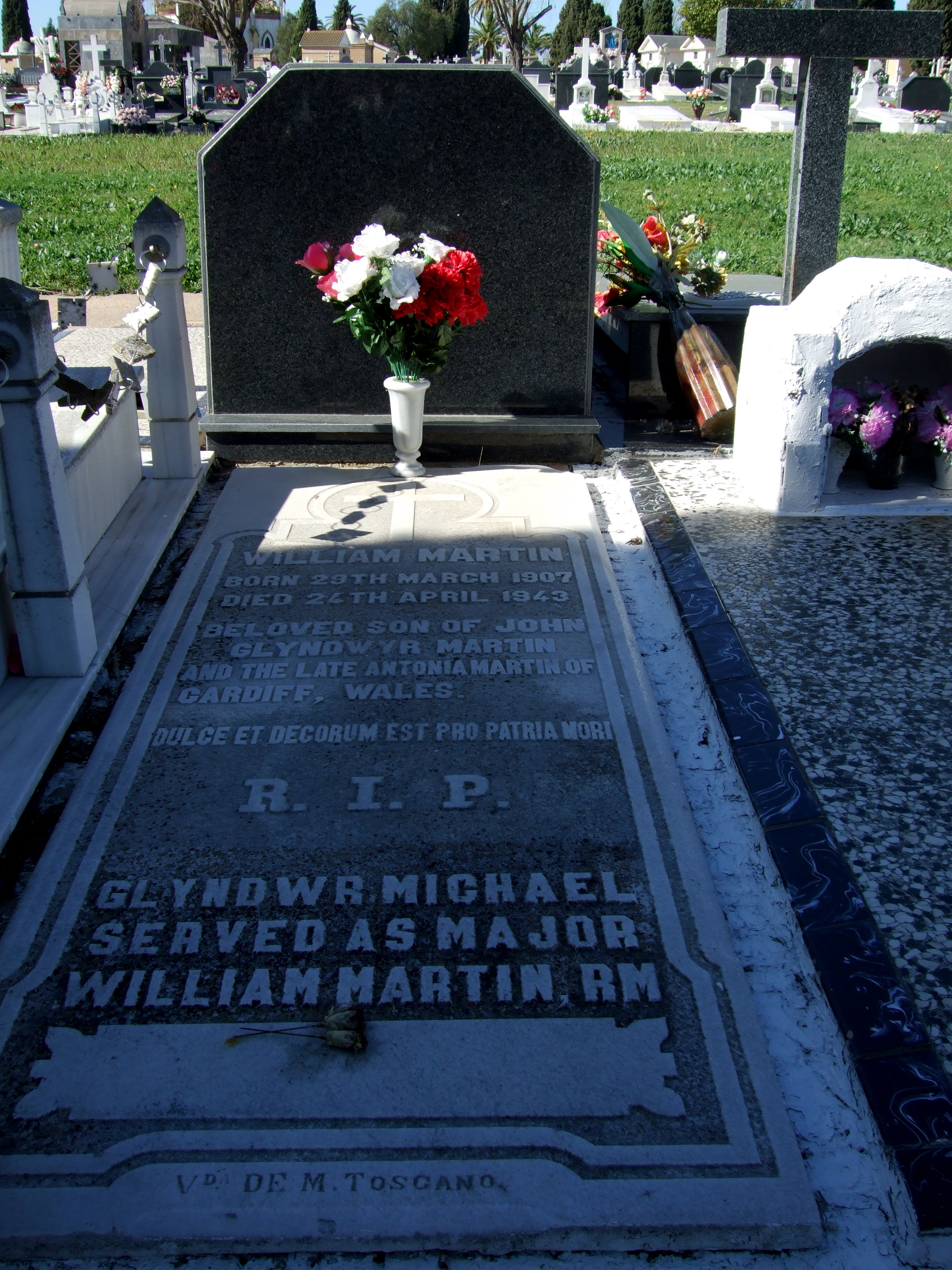
قبر "ويليام مارتن" (المعروف الآن باسم جليندور مايكل) في ولبة ، إسبانيا

وقد دُفنت الجثة في مقبرة Nuestra Senora في ولبة ورقم القبر 1886 باسم الضابط مارتن. كُتب على شاهد القبر:
"قد توفي ويليام مارتن في تاريخ 24 أبريل 1943 والذي ولِد في تاريخ 29 مارس 1907، وهو الابن الحبيب لوالديه جون جليندور مارتن وأنطونيا مارتن.  
و بعد أن كشفت الحكومة البريطانية الستار عن حقيقة صاحب الجثة عام 1998 على أنه جليندور مايكل، تمت إضافة نقش جديد على شاهد القبر:
غليندور مايكل قد خدم بصفته شخصية الرائد ويليام مارتن،  
وقد أُضيفت لوحة تخلد ذكرى غليندور مايكل إلى النصب التذكاري للحرب في Aberbargoed . بعنوان Y Dyn Na Fu Erioed والذي يعني "الرجل الذي لم يكن".
تم الاحتفال بذكرى غليندور مايكل على خشبة المسرح في مسرحية اللحم المفروم وذلك عام 2009  وكذلك أغنية بعنوان عملية اللحم المفروم  وكذلك في فيلم أُنتج عام 2022 بنفس الإسم.

## روابط خارجية
- Montagu، Ewen (1954). The Man Who Never Was. Philadelphia and New York: J. B. Lippincott Company. مؤرشف من الأصل في 2023-03-16.
- Glyndwr Michael على موقع فايند أغريف
- CWGC entry for "Nuestra Señora de la Soledad" Cemetery